# Ryan Amoroso
Ryan Anthony Amoroso (Burnsville, 7 dicembre 1985) è un ex cestista statunitense con cittadinanza italiana.

## Carriera
Ha disputato 23 partite in massima serie islandese con lo Snæfell. Nella stagione 2011-12 ha militato nell'Unione Cestistica Piacentina.

## Palmarès
- Lengjan Cup: 1

Ungmennafélagið Snæfell: 2010